# Christian Ruck

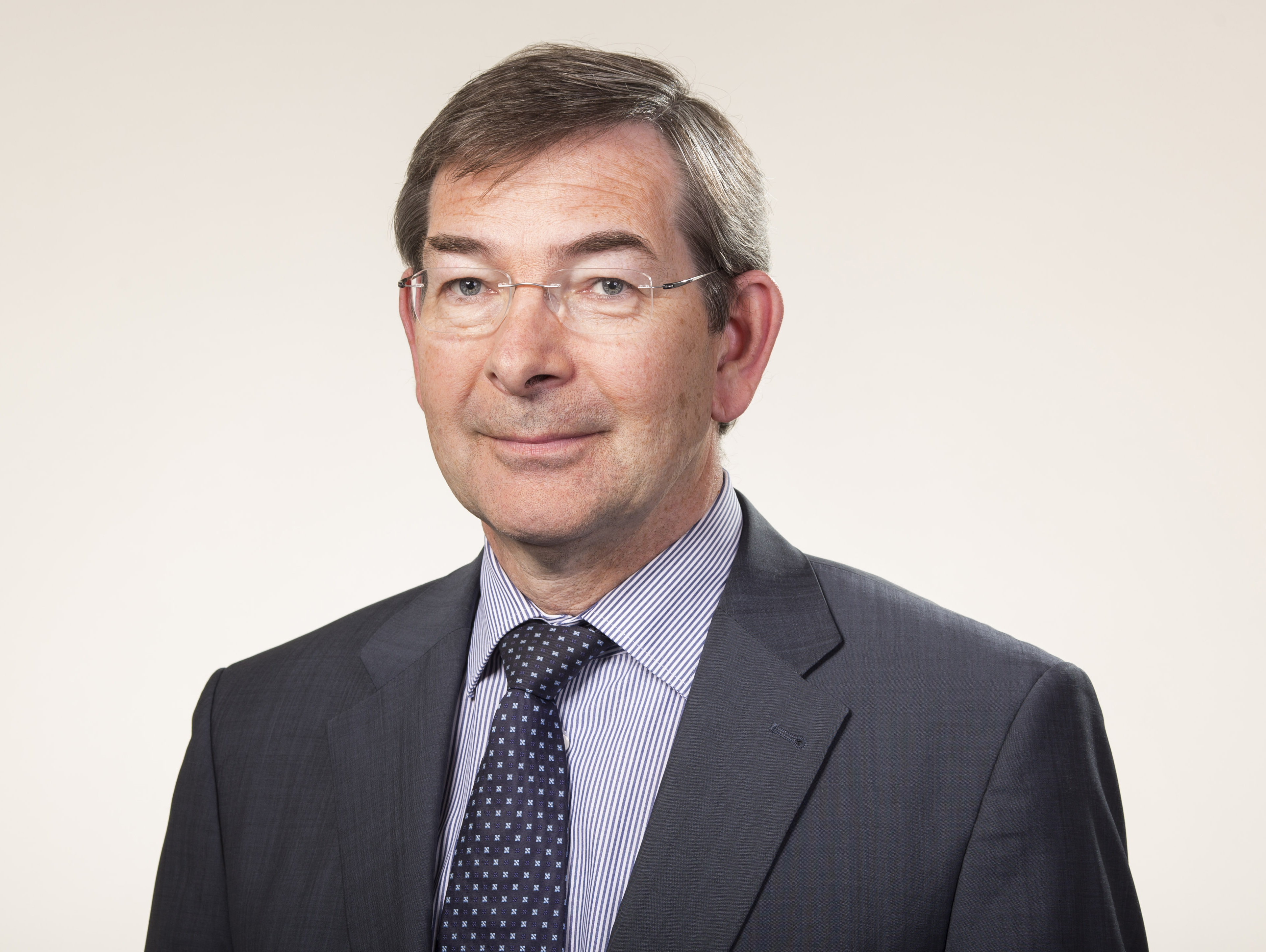
Christian Ruck (2012)

Christian Ruck (* 24. Dezember 1954 in Augsburg) ist ein deutscher Politiker (CSU). Er war von 2002 bis 2013 Vorsitzender der Arbeitsgruppe Wirtschaftliche Zusammenarbeit und Entwicklung der CDU/CSU-Bundestagsfraktion.

## Leben und Beruf
Nach dem Abitur am Gymnasium bei Sankt Stephan in Augsburg leistete Ruck zunächst Wehrdienst und absolvierte anschließend ein Studium der Wirtschaftswissenschaften an der Universität Augsburg, der Ludwig-Maximilians-Universität München und der Sorbonne in Paris, welches er als Diplom-Ökonom und mit dem Diplôme Supérieur d’Université de la Planification beendete. 1990 erfolgte seine Promotion zum Dr. rer. pol. an der Universität Augsburg mit der Arbeit Die ökonomischen Effekte von Nationalparks in Entwicklungsländern. Danach war er als Regierungsrat im Grundsatzreferat Verkehrsplanung des Bayerischen Staatsministeriums für Wirtschaft und Verkehr tätig.
Christian Ruck ist verheiratet und hat vier Töchter.

## Partei
Ruck trat 1974 in die CSU und die Junge Union (JU) ein und war von 2009 bis 2011 Vorsitzender des CSU-Bezirksverbandes Augsburg.

## Abgeordneter
Ruck war von 1990 bis 2013 Mitglied des Deutschen Bundestages und hier von Oktober 2002 bis November 2009 Vorsitzender der Arbeitsgruppe Wirtschaftliche Zusammenarbeit und Entwicklung der CDU/CSU-Bundestagsfraktion. Von Dezember 2005 bis November 2009 war er außerdem stellvertretender Vorsitzender der CSU-Landesgruppe.
Von November 2009 bis 2013 war Ruck stellvertretender Vorsitzender der CDU/CSU-Bundestagsfraktion
und für die Bereiche Wirtschaftliche Zusammenarbeit, Entwicklung, Umwelt, Naturschutz und Reaktorsicherheit verantwortlich.
Christian Ruck ist stets als direkt gewählter Abgeordneter des Wahlkreises Augsburg-Stadt in den Bundestag eingezogen. 
Bei der Bundestagswahl 2002 erreichte er 53,6 % der Erststimmen.
Bei der Bundestagswahl 2005 erreichte er 49,2 % der Erststimmen.
Bei der Bundestagswahl 2009 erreichte er 42,2 % der Erststimmen. Für die Bundestagswahl 2013 trat Ruck nicht wieder an, da er die Leitung eines Nationalpark-Projekts im Kongobecken übernahm.

## Auszeichnungen
- Offizier des Ordre national du Mérite verliehen am 16. Juni 2005 durch den französischen Botschafter in Deutschland, Claude Martin.
- Verdienstkreuz des Verdienstordens der Bundesrepublik Deutschland am Bande verliehen 2007 durch den Präsidenten des Deutschen Bundestags, Norbert Lammert
- Bayerischer Verdienstorden, verliehen am 9. Juli 2009 durch den Bayerischen Ministerpräsidenten Horst Seehofer